# RFC Halley-Concordia 1910
RFC Halley-Concordia 1910 was een Duitse voetbalclub uit het Berlijnse stadsdeel Reinickendorf.

## Geschiedenis
De club werd opgericht in 1910 als Reinickendorfer FC 1910 Halley. In 1925 fuseerde de club met Concordia Reinickendorf 1895 en nam zo de naam RFC Halley-Concordia 1910 aan. In 1929 werd de club groepswinnaar in de tweede klasse, met drie punten voorsprong op BFC Meteor 06 en promoveerde zo naar de hoogste klasse van de Brandenburgse voetbalbond en eindigde zesde op tien clubs. Het volgende jaar werd de club laatste en degradeerde. De volgende twee seizoenen eindigde de club telkens negende in zijn groep en maakte dus geen kans meer op promotie. Na de invoering van de Gauliga kon de club niet meer promoveren. In 1937 fuseerde de club met TSV Dorner Reinickendorf 1891 tot TuRa Reinickendorf 1891. Na de Tweede Wereldoorlog werden alle Duitse voetbalclubs ontbonden. De sportclub werd heropgericht eind 1945 als SG Reinickendorf Ost. De voetbalafdeling richtte echter een andere club op, SG Felseneck. In april 1947 veranderde SG Reinickendorf Ost de naam in Berliner Turn- und Sportverein von 1891 Reinickendorfer Füchse. Felseneck veranderde in juli 1948 de naam in Reinickendorfer FC Halley-Borussia 1910 en sloot zich in december van dat jaar aan bij de Reinickendorfer Füchse.